# Lac Macamic
Lac Macamic är en sjö i Kanada.   Den ligger i regionen Abitibi-Témiscamingue och provinsen Québec, i den sydöstra delen av landet, 400 km nordväst om huvudstaden Ottawa. Lac Macamic ligger 276 meter över havet.
Runt Lac Macamic är det mycket glesbefolkat, med 3 invånare per kvadratkilometer.